# Constance Marie Charpentier
Constance Marie Charpentier (París, 4 d'abril de 1767 – París, 3 d'agost de 1849, França) era una pintora francesa que es va especialitzar en les escenes de gènere domèstic i retrats, principalment de xiquets i dones. Fou coneguda també com a Constance Marie Blondelu.

## Vida i carrera professional
Les referències de la seua formació són poc clares, però podria haver estudiat amb nombrosos artistes. Sembla molt probable que va estudiar amb el famós pintor francès Jacques-Louis David, però també podria haver estat deixebla de François Gérard, Pierre Bouillon, Louis Lafitte, i també de Johann Georg Wille o el seu fill, Pierre-Alexandre Wille.

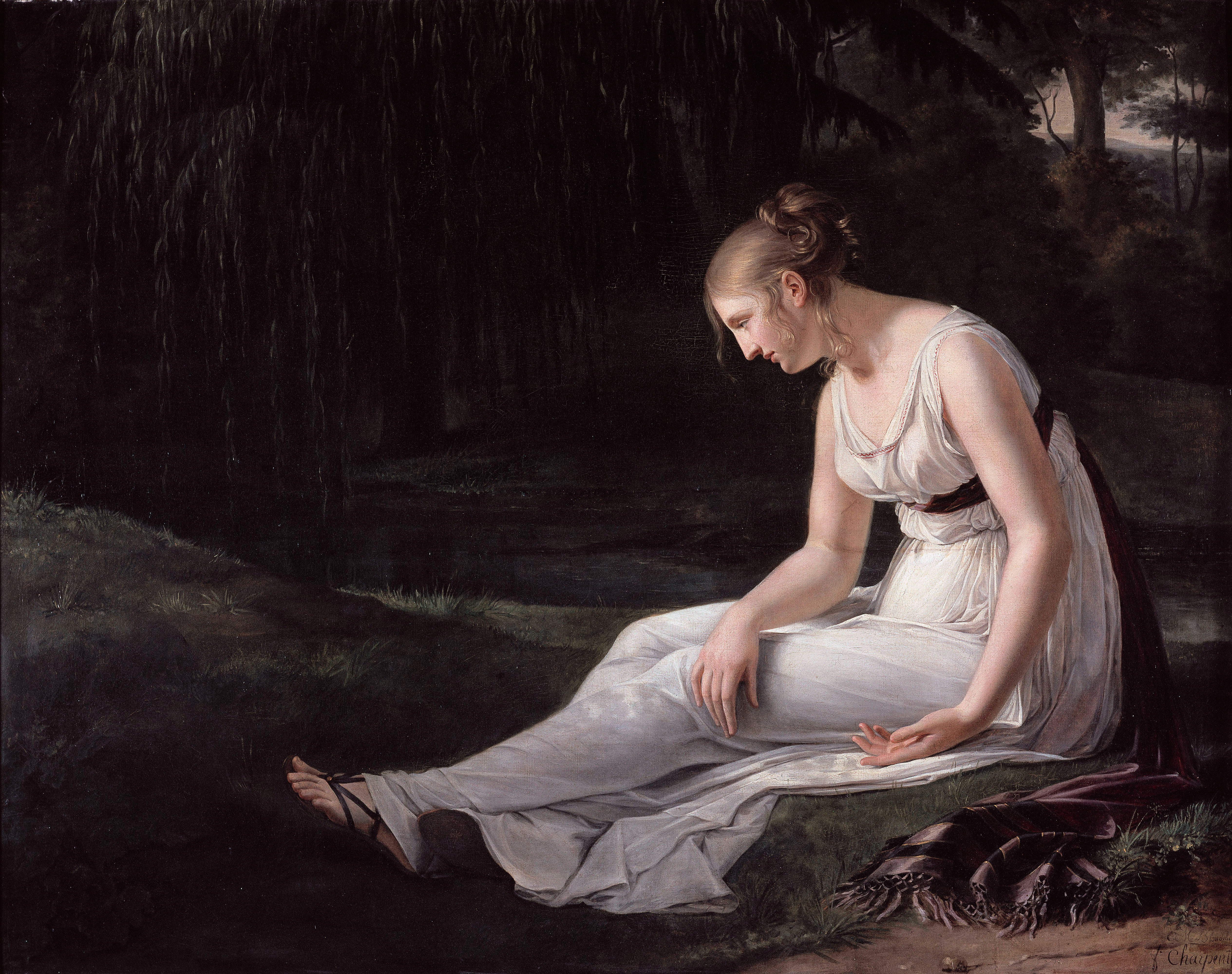
Constance Marie Charpentier, Melancholy, 1801, oli damunt tela, 130 x 165 cm. Musée de Picardie, Amiens, França

De 1795 a 1819 va exposar un mínim de trenta pintures a diversos salons de París,però es recordada principalment pel seu quadre Melanconia (1801). En 1798 va rebre un prix d'encouragement, consistent en l'encàrrec d'una pintura que l'estat compraria per 1500 francs. El resultat d'aquest encàrrec va ser l'esmentat Melanconia. Posteriorment va guanyar una medalla d'or en el Saló de París de 1814 i una medalla de plata en el Saló de Douai el 1821.
Després de 1821 no va tornar a exposar les seves obres, però va dedicar-se a l'ensenyament. Un diccionari d'artistes publicat deu anys més tard, indicava que Charpentier rebia a casa seva, tres cops la setmana, dones joves que volguessin el seu consell sobre pintura i dibuix.
Es creu que alguna de les obres de Charpentier van ser atribuïdes al seu mestre, David. El famós quadre Marie-Josephine Charlotte du Val (1801) fou atribuït primerament també a David, després a Charpentier, i ara es pensa que podria ser obra de Marie-Denise Villers.
A partir de les obres conservades, i identificades positivament com seves, Constance Marie Charpentier és considerada una de les millors pintores de retrat de la seua època.